# 東経110度CS放送 (左旋円偏波)
左旋円偏波による東経110度CS放送は、東経110度衛星から送信される左旋円偏波による放送。
BSとパラボラアンテナは共用できるが、現行の放送は右旋円偏波であるため、左旋円偏波も受信できるアンテナが必要である。ISDB-S方式の4K・8K UHDテレビ放送で利用されている。物理チャンネルは、チャンネル番号がND1からND23の奇数である。帯域34.5MHzが12チャンネルであり、1チャンネルあたり48スロットである。1チャンネルあたりおよび1スロットあたりの伝送容量は右旋円偏波と同様であり、BSの約2/3である。既に左旋円偏波を受信するアンテナなどの受信機器が販売されている。現在、左旋円偏波はN-SAT-110から送信されており、通信用途に利用されていた。2016年12月22日にJCSAT-15が打ち上げられて、2018年12月1日からの4K、8K放送に利用されている。
| 偏波       | BS（11.7 - 12.2GHz）                       | CS（12.25 - 12.75GHz）                     |
| ---------- | ------------------------------------------ | ------------------------------------------ |
| 右旋円偏波 | 1, 3, 5, 7, 9, 11, 13, 15, 17, 19, 21, 23  | 2, 4, 6, 8, 10, 12, 14, 16, 18, 20, 22, 24 |
| 左旋円偏波 | 2, 4, 6, 8, 10, 12, 14, 16, 18, 20, 22, 24 | 1, 3, 5, 7, 9, 11, 13, 15, 17, 19, 21, 23  |

BS・CS右旋円偏波はBSデジタル放送局、スカパー!が現在利用している。

## アンテナ
アンテナには主に2つの種類がある。
右旋円偏波専用
BSデジタル放送開始の少し前から4K8K放送前までに売られていたBS・CSアンテナであり、左旋円偏波は受信できない。
1条伝送方式
右旋円偏波は従来どおり、左旋円偏波は高い周波数に変換して伝送する方式。分配して同時に異なる偏波を受信することができる方式である。BSと110度CSの2つの偏波を伝送するには、3224MHz対応の同軸ケーブルと対応アンテナが必要。2.5GHzを利用する携帯電話（TD-LTE、WiMAX）や2.5GHz Wi-Fiなどへの相互干渉が心配される。
この他、4K8K放送開始以前に販売されていて、CSに限り左旋に対応したアンテナも存在する。

## 4K 8Kテレビ放送
2016年にISDB方式で左旋円偏波の110度CS放送を利用して「8K UHD」「4K UHD」試験放送が開始された。UHD（Ultra High Definition）は現行の放送、1080i（2K）に比べ映像・動画の解像度が高い規格。
2018年12月より本放送開始。
- 4K UHDは2Kの（横2倍×縦2倍）4倍である（3840×2160）
- 8K UHDは2Kの（横4倍×縦4倍）16倍である（7680×4320）